# Kevin Crow
Kevin Crow (St. Louis (Missouri), Missouri, 17 de setembro de 1961) é um ex-futebolista profissional estadunidense que atuava como defensor.

## Carreira
Kevin Crow se profissionalizou no San Diego Sockers.

## Seleção
Kevin Crow integrou a Seleção Estadunidense de Futebol nos Jogos Olímpicos de 1984, em Los Angeles, e de 1988 em Seul.